# Isodontia nigella
Isodontia nigella är en biart som först beskrevs av Frederick Smith 1856.
Isodontia nigella ingår i släktet Isodontia och familjen grävsteklar. Inga underarter finns listade i Catalogue of Life.